# Institutul Pasteur (România)
Institutul Pasteur este o companie de cercetare din România, din domeniul medicinei veterinare. Activează în domeniul medicinei veterinare din România din anul 1895 (iar sub această denumire din 1921), atât ca producător de vaccinuri, medicamente, produse farmaceutice și parafarmaceutice cât și ca unitate de cercetare și diagnostic. 
Institutul Pasteur a fost înființat în anul 1895 în cadrul Școlii Superioare de Medicină Veterinară, ca Institutul de Vaccin Animal. În anul 1909 a fost redenumit în Institutul de Seruri și Vaccinuri, iar în anul 1920, la aniversarea centenarului nașterii savantului francez Louis Pasteur, numele este schimbat în Institutul de Seruri și Vaccinuri Pasteur.
La începutul secolului al XX-lea era al treilea Institut de acest fel din Europa. În cursul primului război mondial a contribuit decisiv la menținerea potențialului combativ al armatei române, prin producția de seruri hiperimune necesare acesteia. După cel de-al Doilea Război Mondial, Institutul Pasteur a funcționat în subordinea Ministerului Agriculturii, fiind principalul organism tehnic al autorității veterinare de stat. 
Din anul 2007 Institutul Pasteur a devenit societate pe acțiuni, persoană juridică română, cu capital integral privat, acreditată pentru cercetare și coordonată științific de către Academia de Științe Agricole și Silvice „Gheorghe Ionescu-Sisești” (conform Legii nr. 45 din 20 martie 2009 privind organizarea și funcționarea Academiei de Știinte Agricole și Silvice "Gheorghe Ionescu-Sisești" și a sistemului de cercetare-dezvoltare din domeniile agriculturii, silviculturii și industriei alimentare), autorizată pentru cercetare și diagnostic de către Autoritatea Națională Sanitară Veterinară și Pentru Siguranța Alimentelor si certificată ISO9001:2008. 
În decursul istoriei sale, Institutul Pasteur din București a avut o contribuție esențială în eradicarea unor boli epizootice la animale (variola ovină, durina, morva, bruceloza, febra aftoasă) și reducerea drastică a incidenței altora (antraxul, tuberculoza, agalaxia contagioasă a oilor, pesta porcină, boala de Newcastle, leucoza enzootică bovină, rabia etc).